# Rio Borboleta
Rio Borboleta är ett vattendrag i Brasilien.   Det ligger i delstaten Paraná, i den södra delen av landet, 1 100 km söder om huvudstaden Brasília.
Omgivningarna runt Rio Borboleta är en mosaik av jordbruksmark och naturlig växtlighet. Runt Rio Borboleta är det glesbefolkat, med 9 invånare per kvadratkilometer.